# Schloss Holtfeld

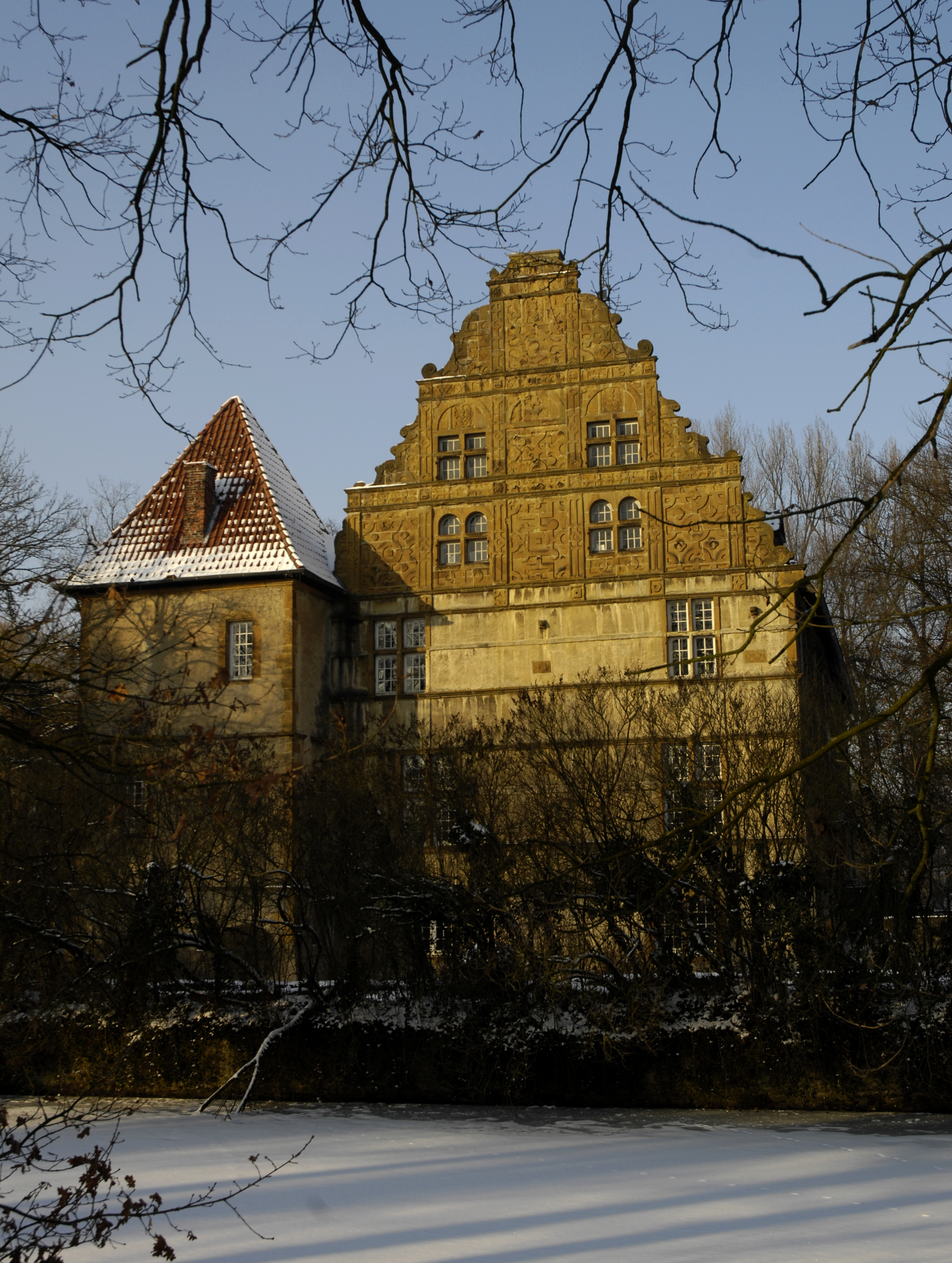
Hauptgebäude von Schloss Holtfeld

 Schloss Holtfeld ist ein Renaissance-Wasserschloss aus dem 16. und 17. Jahrhundert im Borgholzhausener Ortsteil Holtfeld im Kreis Gütersloh, Nordrhein-Westfalen. Es befindet sich in Privatbesitz und ist nicht öffentlich zugänglich.

## Geschichte
Das Schloss Holtfeld wurde erstmals 1380 in einem Osnabrücker Lehnsregister erwähnt; die Herren von Todrank, die auf der Burg Ravensberg ansässig waren, galten als Besitzer. 1497 starb dieses Geschlecht aus, und durch die letzte Erbtochter fiel das Schloss an die Reichsfreiherren von Wendt, die das Schloss bis 1863 bewohnten.
In dieser Zeit entstand von 1599 bis 1602 das Herrenhaus im Renaissance-Stil. Das innere Torgebäude wurde 1632 errichtet, das äußere 1705. Zu Beginn des 18. Jahrhunderts gestaltete man die Anlage um.

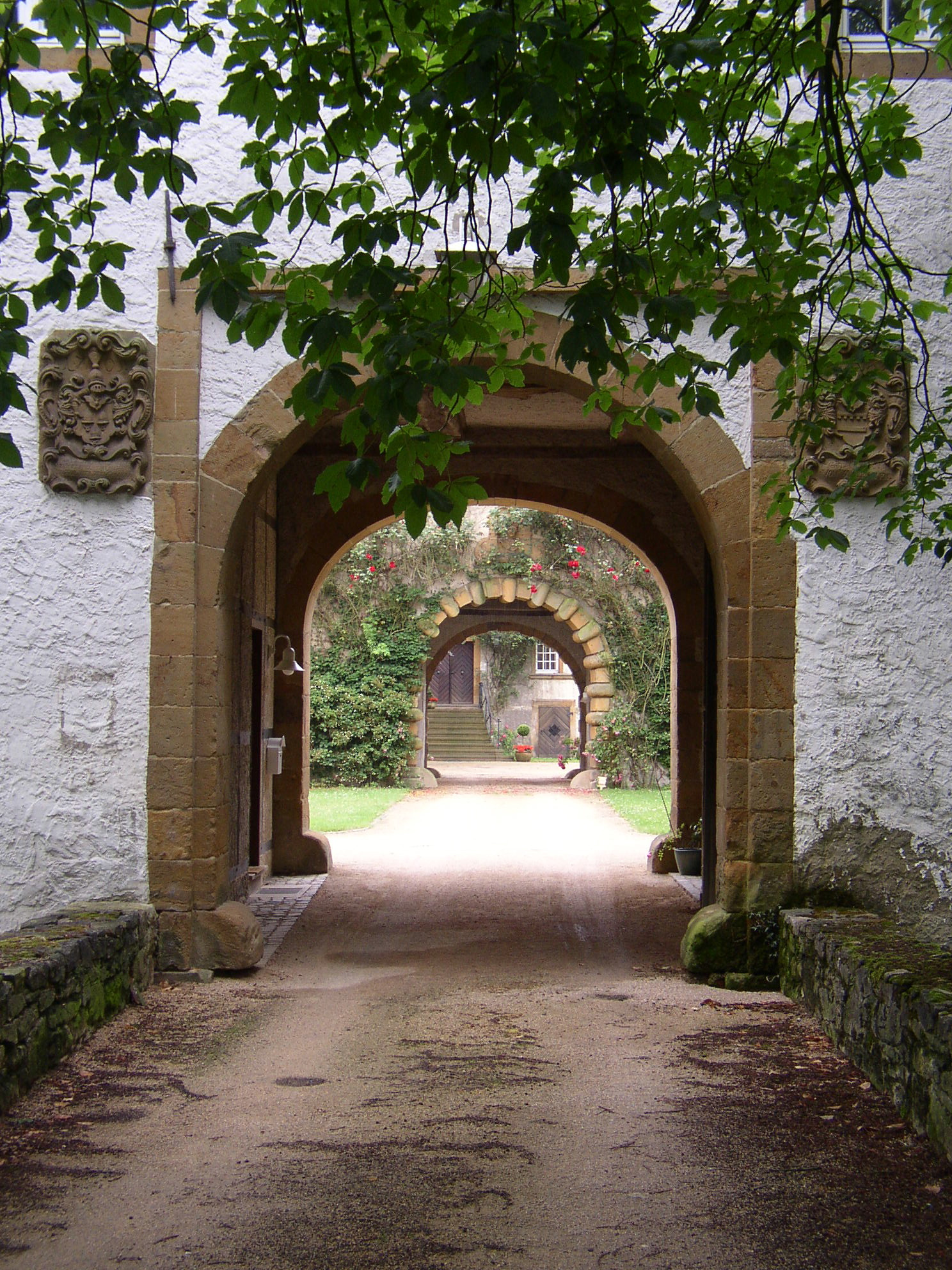
Torhaus von Schloss Holtfeld

1863 erbten die Grafen von Marchant d’Ansembourg das Schloss und 600 Morgen Land. Die Grafen gaben das Schloss an eine Seitenlinie, die es an die Grafen von Galen verkauften. Diese hatten jedoch nicht die Mittel, das Schloss instand zu setzen, und verpachteten das Schloss. 1936 kauften die Grafen von Korff-Schmising zu Tatenhausen das Gebäude.
In den 1930er-Jahren war das Gebäude stark verfallen und konnte nicht bewohnt werden. Nach der Renovierung 1936 zog hier die Landwirtschaftsschule ein. 1945 nahm sich hier der Schriftsteller Hans Roselieb das Leben. Nach der Nutzung als Lungenheilstätte wurde das Schloss bis 1977 als Hotel betrieben. Dann wurden in den Nebengebäuden Wohnungen geschaffen, das Schloss dient heute als Büro, Ausstellung und Wohnung.

## Baubeschreibung
Das einflüglige Hauptgebäude hat zwei Ziergiebel mit Voluten und einen quadratischen Eckturm. Die Hauptsteingliederungen sind verputzt. Die Fenster sind ein- bis dreiteilig. Das innere Torgebäude wurde 1632 errichtet, das Portal ist rundbogig und mit Quadern eingefasst. Das äußere Torhaus ist von 1705, das Portal wird von einem Korbbogen geziert und trägt ein Wappen. Die Wirtschaftsgebäude der Anlage sind Fachwerkbauten von 1660. Die zweijochige gewölbte Schlosskapelle befindet sich im Hauptgebäude.